# Hóa địa tầng
Hóa địa tầng, hóa địa tầng học hay địa tầng hóa học, là bộ môn nghiên cứu về các biến thiên hóa học trong các chuỗi trầm tích để xác định mối quan hệ địa tầng. Lĩnh vực này còn khá trẻ, chỉ mới được sử dụng phổ biến vào đầu những năm 1980, nhưng ý tưởng cơ bản của hóa địa tầng học cũng cũ gần như của địa tầng học: các dấu hiệu hóa học riêng biệt có thể hữu ích như các tập hợp hóa thạch riêng biệt hoặc các thạch bản riêng biệt trong việc thiết lập các mối quan hệ địa tầng giữa các lớp đá khác nhau.

## Các loại biến thiên hóa học
Trong một số chuỗi địa tầng, rõ ràng có sự khác biệt về màu sắc giữa các tầng khác nhau. Sự khác biệt màu sắc như vậy thường bắt nguồn từ các biến thiên trong việc kết hợp các vật liệu chứa kim loại chuyển tiếp trong quá trình lắng đọng và thạch hóa. Các khác biệt khác về màu sắc có thể bắt nguồn từ sự thay đổi hàm lượng cacbon hữu cơ của đá. Tuy nhiên, cho đến gần đây, những biến thiên này không được nghiên cứu phổ biến vì những nỗ lực và chi phí lớn liên quan đến phân tích hóa học.
Gần đây, sự phát triển của các kỹ thuật phân tích mới để phân tích hóa học cho các ứng dụng thạch học hỏa sinh trong nửa sau của thế kỷ 20, ví dụ, máy dò hiển vi electron và sự phát triển huỳnh quang tia X tập trung thông thường để thăm dò dầu tại chỗ đã cải thiện tính khả dụng của các kỹ thuật phân tích hóa học khối lớn đối với các nhà địa chất học trầm tích, làm cho phân tích thành phần hóa học của các địa tầng ngày càng trở thành có thể. Đồng thời, những tiến bộ trong vật lý nguyên tử đã kích thích các nghiên cứu trong địa hóa học đồng vị ổn định. Liên quan nhất đến hóa địa tầng nói chung là phát hiện của Harold Urey và Cesare Emiliani vào đầu những năm 1950 rằng sự biến đổi đồng vị oxy trong vỏ canxit của trùng lỗ có thể được sử dụng như là một đại diện cho nhiệt độ đại dương trong quá khứ.
Do đó, hóa địa tầng nói chung cung cấp hai loại thông tin hữu ích cho cộng đồng địa chất lớn hơn.
Đầu tiên, hóa địa tầng có thể được sử dụng để điều tra sự thay đổi môi trường ở cấp độ địa phương, khu vực và toàn cầu bằng cách thiết lập mối liên quan của các biến thiên hóa học đá với những thay đổi trong môi trường mà trầm tích được lắng đọng. Một ví dụ tột bậc của loại điều tra này có thể là việc phát hiện ra các tầng giàu iridi gần ranh giới giữa các hệ thống Phấn trắng và Đệ tam trên toàn cầu. Nồng độ iridi cao, thường hiếm gặp ở vỏ Trái đất, là dấu hiệu cho thấy một lượng lớn vật liệu ngoài trái đất, có lẽ là từ một vật va chạm tiểu hành tinh lớn trong thời gian này. Một ví dụ điển hình hơn về tái tạo hóa địa tầng các điều kiện trong quá khứ có thể là việc sử dụng tỷ lệ C-13 / C-12 theo thời gian địa chất làm đại diện cho những thay đổi trong các quá trình của chu trình cacbon ở các giai đoạn tiến hóa sinh học khác nhau.
Thứ hai, các tín hiệu hóa địa tầng có thể tương quan quy mô khu vực hoặc toàn cầu có thể được tìm thấy trong các loại đá mà thời gian hình thành của chúng bị ràng buộc bởi niên đại của hạt nhân phóng xạ của chính các tầng đó hoặc bởi niên đại của các tầng dễ dàng thiết lập tương quan với chúng, chẳng hạn như một điệp núi lửa làm gián đoạn các tầng gần đó. Tuy nhiên, nhiều loại đá trầm tích khó xác định niên đại hơn nhiều, vì chúng thiếu khoáng vật với nồng độ hạt nhân phóng xạ cao và không thể thiết lập tương quan với các chuỗi có thể xác định niên đại nằm gần đó. Tuy nhiên, nhiều trong số các loại đá này có tín hiệu hóa địa tầng. Do đó, mối tương quan giữa các tín hiệu hóa địa tầng trong các chuỗi có thể định niên đại thông thường và các chuỗi không thể định niên đại được đã mở rộng đáng kể sự hiểu biết của chúng ta về lịch sử của các khu vực yên tĩnh kiến tạo và các sinh vật sống trong các khu vực đó.
Hóa địa tầng cũng hoạt động như một bài kiểm tra đối với các bộ môn khác của địa tầng học như sinh địa tầng và từ địa tầng.